# Trilogic
Le Trilogic est un trimaran de 50 pieds basé au port de plaisance de Saint-François (Guadeloupe).
- Architecte : Joubert-Nivelt (participation de Marc Lombard pour les flotteurs)
- Date de construction : 2003
- Vitesse record : 27,2 Nœuds

## Palmarès
- Vainqueur du Grand Prix Guyader 2017 dans la catégorie multicoques 50 pieds, sous le nom "FenêtreA-Mix Buffet" [2]
- 2e de la Route du Rhum 2006, 1er 2014 dans la catégorie multicoques 50 pieds (13 j 14 h 58 min 35 s)
- Vainqueur The Rolex Fastnet Race 2005
- Vainqueur The Transat 2004 catégorie 50 pieds. Temps: 15 jours 0 heure 19 minutes et 40 secondes (record de la course)

## Skipper
Eric Bruneel jusqu'en 2008.
Jean-Bernard Cunin a racheté Trilogic en mars 2008.
Il est repris en 2009 par FenêtréA - Cardinal et skippé par Erwan Le Roux. Il est mis en vente par son sponsor qui le remplace en 2012 par l'ancien Crêpes Whaou ! 3.
Trilogic est racheté en 2022 par la société Trilogik basée à Le Gosier (Guadeloupe) et skippé par David Ducosson. Il participe à la Route du Rhum - Destination Guadeloupe 2022 dans la catégorie Rhum Multi, sous le nom "Trilogik - Dys de Coeur".  